# Franc Malzac
Pour les articles homonymes, voir Malzac.
Franc Malzac né le 17 septembre 1865 à Montendre (Charente-Maritime) et mort le 28 octobre 1920 à Montguyon (Charente-Maritime) est un peintre, illustrateur et affichiste français.

## Biographie
Franc Malzac suit des études artistiques à Bordeaux, puis à l'École des beaux-arts de Paris. Il s'attache tout d'abord au paysage et expose aux Salons de Bordeaux, Pau, Périgueux, Rouen. Il est professeur de dessin au cours de la Société philomathique de Bordeaux. Il passe plus d'un an dans un grand atelier de vitraux d'arts, sans abandonner le paysage, puis il s'adonne plus spécialement à l'affiche.
Il dirige un atelier d'impressions commerciales et artistiques d'affiches à Bordeaux au tournant du XXe siècle. Beaucoup de ces affiches sont produites par l'imprimerie Charles Verneau à Paris. Il réalise à Bordeaux et en Charente des dessins publicitaires et des cartes postales régionales. Parmi ces travaux, il illustre notamment la collection historique des châteaux de Guienne et la collection des châteaux de France (Michel et Forgeot, éditeur).
Pendant la Première Guerre mondiale, Malzac est rappelé comme capitaine au 131e régiment territorial d'infanterie. Il participe en tant que directeur artistique au journal de tranchées, L'Écho des gourbis fondé par le poète Jules Lafforgue ; il y réalise de nombreuses illustrations.
Franc Malzac est officier d'Académie, membre de plusieurs sociétés artistiques, militaires et philanthropiques. Il est décoré de la Légion d'honneur le 1er octobre 1917.
Il meurt le 28 octobre 1920 à Montguyon.

## Distinctions
- Officier d'académie.
- Chevalier de la Légion d'honneur.

Œuvres de Franc Malzac
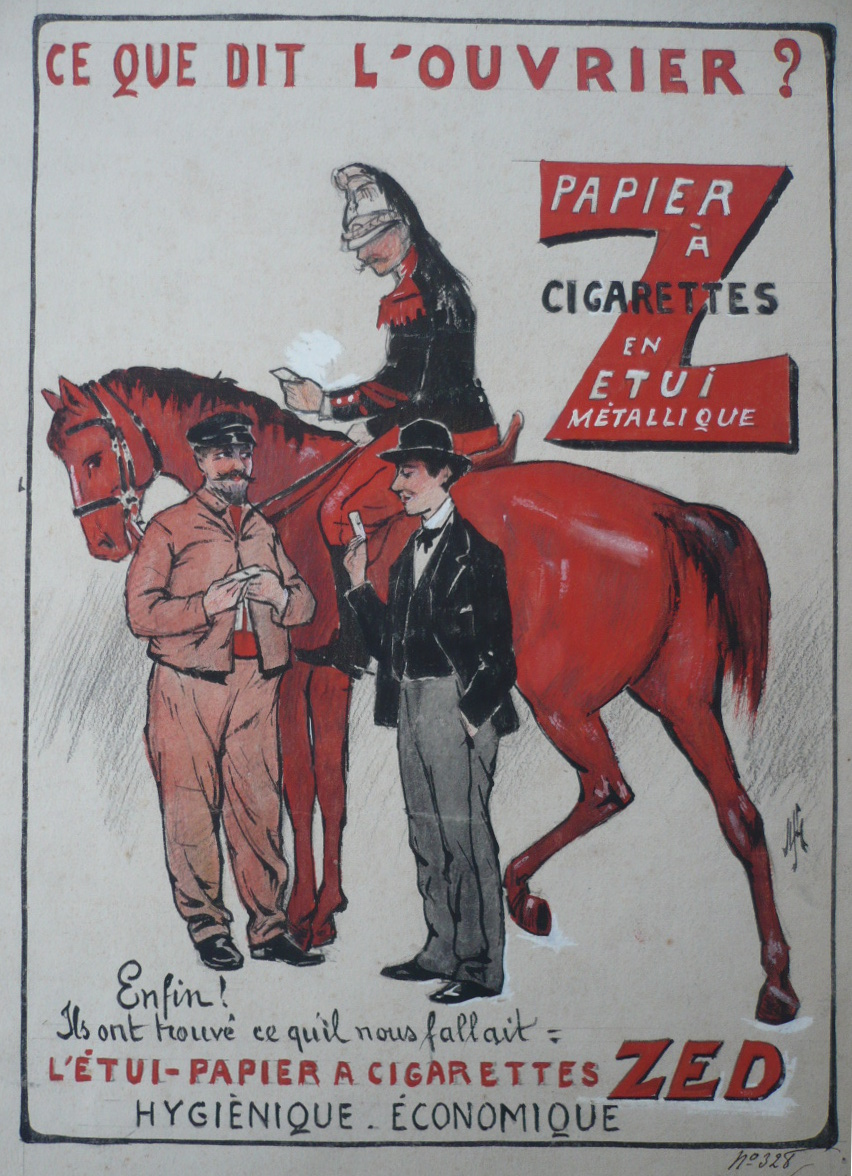
Esquisse d'affiche, localisation inconnue.
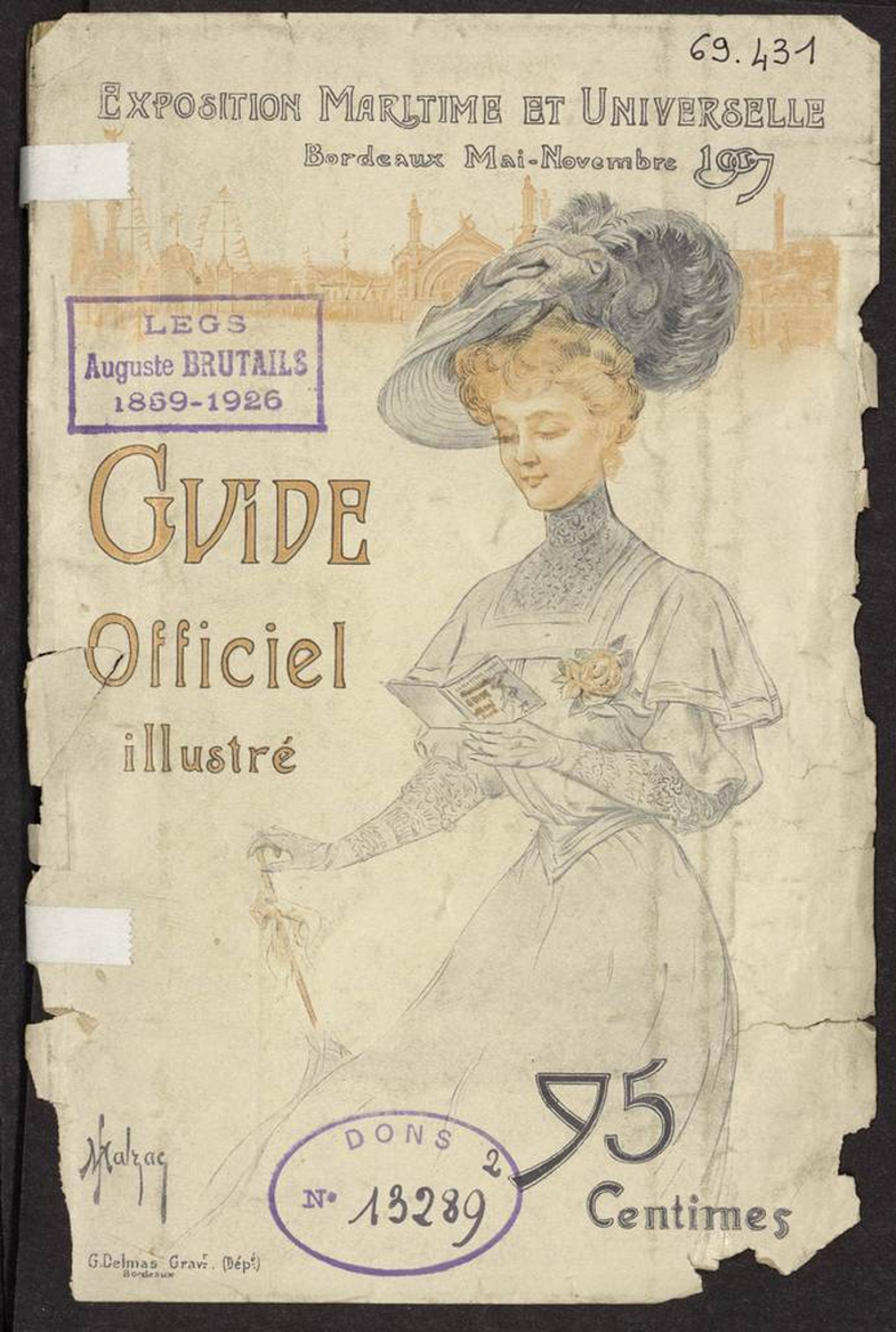
Exposition maritime et universelle Bordeaux mai-novembre 1907, couverture du guide officiel.
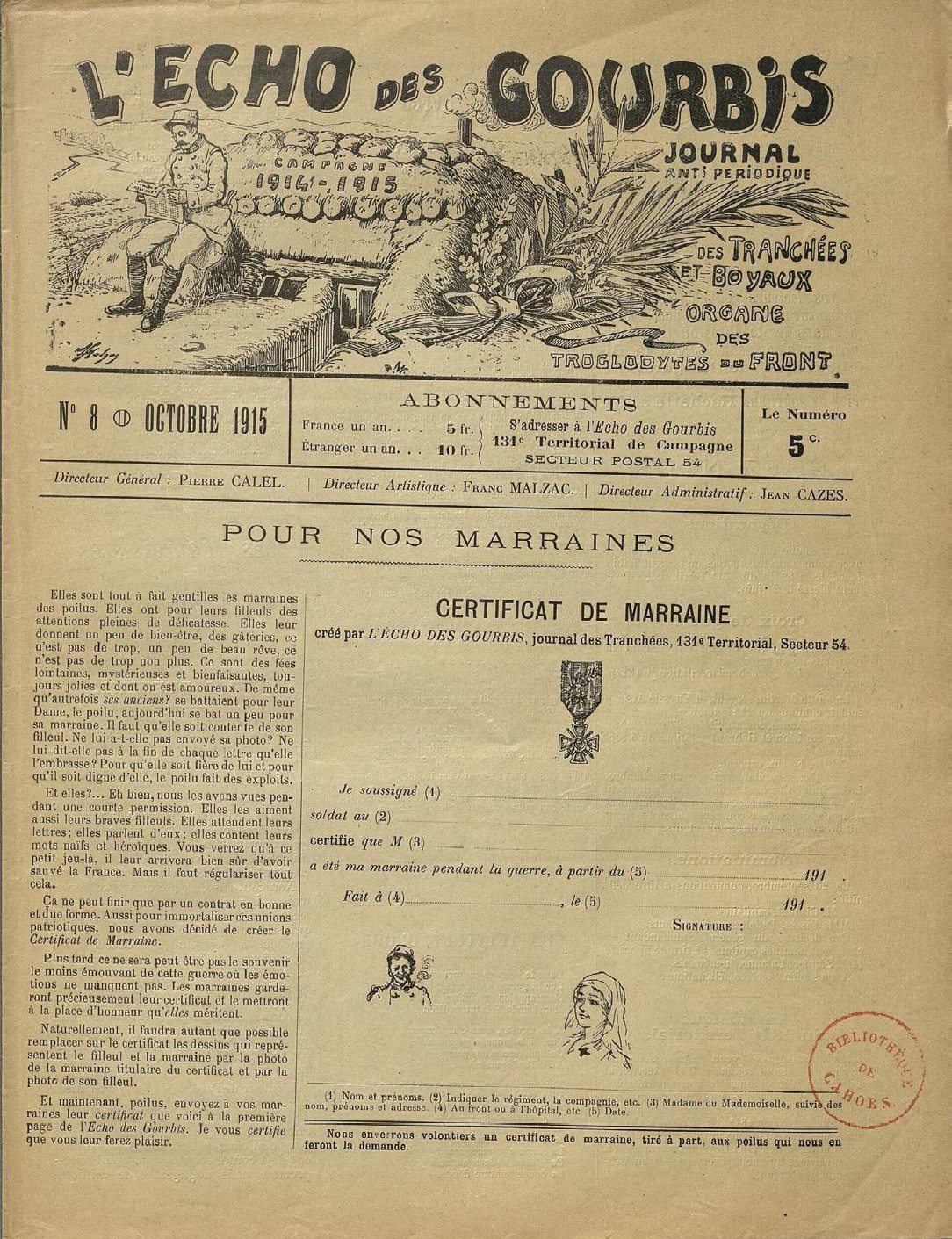
L'Écho des gourbis, numéro d'octobre 1915 illustré par Franc Malzac.